# Yann-Fañch Kemener
Yann-Fañch Kemener (Sainte-Tréphine, Côtes-d'Armor, 7 de abril de 1957-Tréméven, 16 de marzo de 2019) era un cantante tradicional bretón.

## Carrera musical
Considerado uno de los renovadores del género Kan ha diskan (canto y contracanto) en los años 1970 y 1980, generalmente con su compañero Erik Marchand, contribuyó a la pervivencia de la transmisión de los cantos tradicionales por su actividad de cantante tradicional, por recopilaciones de la tradición local y de la transmisión de la lengua bretona. 
Colaboró con el grupo Barzaz, así como con Dan Ar Braz, Didier Squiban, Alain Genty, Aldo Ripoche, Anne Auffret, etc., y su voz singular lo convirtió en una figura emblemática del canto bretón. Participó en numerosas fiestas de noche (festoù-noz).

## Discografía
- Chants profonds et sacrés de Bretagne, 1977.
- Chants profonds et sacrés de Bretagne 2, 1978.
- Chants profonds et sacrés de Bretagne 3, 1982.
- Kan ha diskan, 1982, con Marcel Guilloux.
- Chants profonds et sacrés de Bretagne 4, 1983.
- Chants profonds de Bretagne, 1983.
- Dibedibedañchaou, 1987, reeditado en 1999.
- Gwerziou et soniou, 1988.
- Ec'honder, 1989, con el grupo Barzaz.
- Chants profonds de Bretagne, 1991.
- Un den kozh dall, 1992, con el grup Barzaz.
- Roue Gralon Ni Ho Salud , 1993, con Anne Auffret.
- Chants profanes et sacrés de Bretagne - Roue Gralon ni ho salud, 1993.
- Enez eusa, 1995, con Didier Squiban.
- Ile-exil, 1996, con Didier Squiban.
- Karnag / Pierre Lumière,, 1996.
- Carnet de route, 1996.
- Kan ha diskan, 1997, con Valentine Collecter, Erik Marchand, Marcel Guilloux, Annie Ebrel, Claudine Floc'hig, Patrick Marie, Ifig Troadeg.
- Kimiad, 1998, con Didier Squiban.
- Barzaz Breiz, 1999, con La Maîtrise de Bretagne.
- An Eur Glaz, 2000, con Aldo Ripoche.
- An dorn, 2004, con Aldo Ripoche.
- Dialogues, 2006, con Aldo Ripoche i Florence Pavie.
- Noël en Bretagne,  2008, con Aldo Ripoche.
- Tuchant e erruo an hañv - Bientôt l'été, 2008, con Aldo Ripoche, Florence Rouillard y Ruth Weber.